# U.S. Highway 1
Der U.S. Highway 1 (auch U.S. Route 1 oder US 1) ist ein Highway, der parallel zur US-amerikanischen Ostküste verläuft. Die Gesamtlänge beträgt 3846 Kilometer. Im Norden endet der Highway in Fort Kent in Maine an der kanadischen Grenze. Im Süden ist es Key West an Floridas Küste zum Golf von Mexiko. Die US Route 1 verläuft an vielen Orten parallel zur Interstate 95. Festgelegt wurde sie 1926 zunächst nur zwischen der kanadischen Grenze und dem U.S. Highway 94 in Miami.
Die wichtigsten Städte, die der Highway passiert, sind Miami, Columbia, Richmond, Washington, D.C., Baltimore, Philadelphia, New York City, Boston und Portland (Maine).
Der Highway trägt die Nummer eins, weil er der am östlichsten gelegene ist und Nord-Süd-Highways von Ost nach West nummeriert werden.

## Verlauf

### Florida

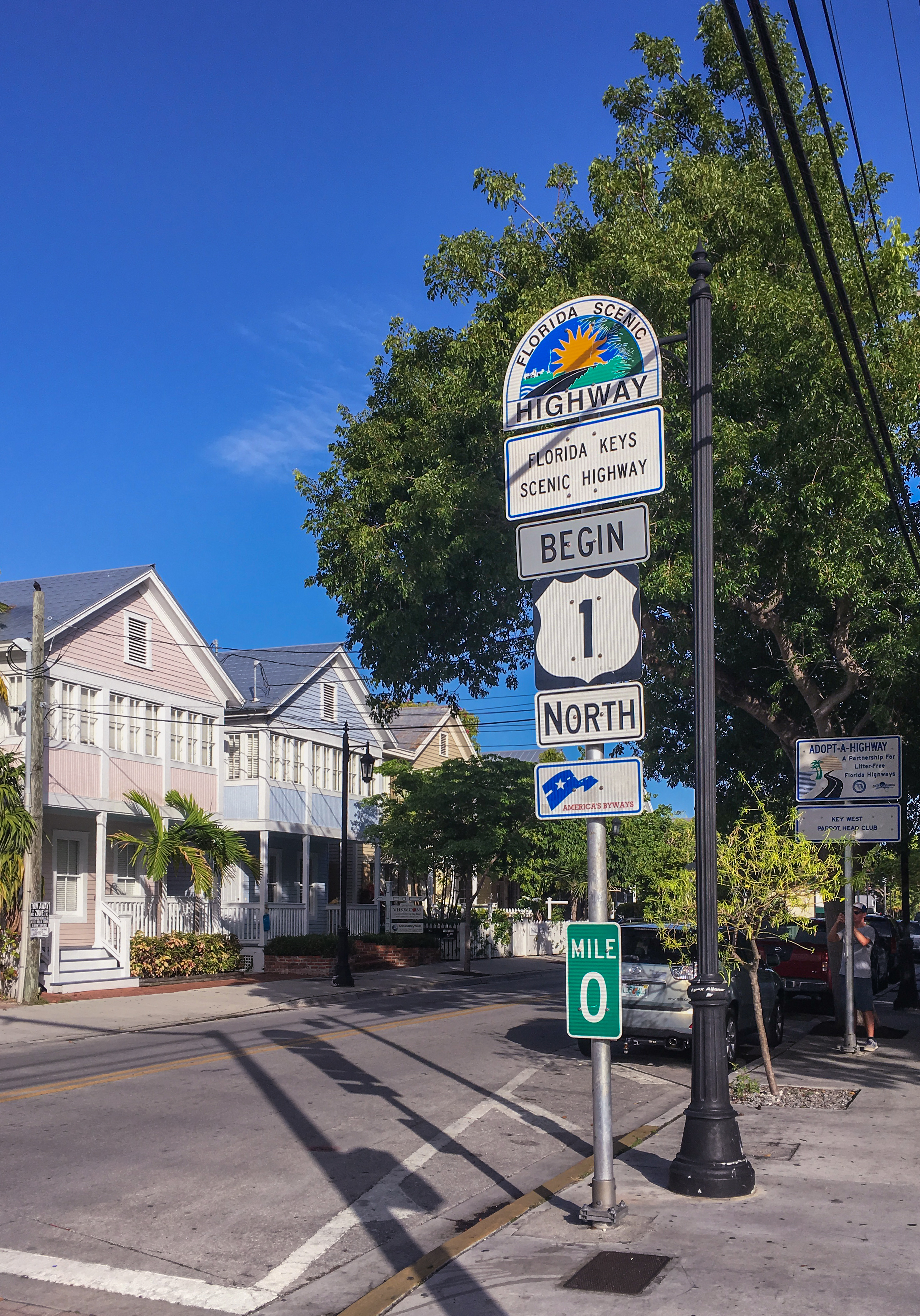
Schild am Beginn der US 1

Der Highway hat seinen Beginn in Key West. Er führt durch die Inselgruppe der Florida Keys, von Key Largo aus erfolgt der Übergang aufs Festland südlich von Miami. Auf diesem Abschnitt nutzt der Highway die Brücken der als Overseas Railway bezeichneten Bahnstrecke der Florida East Coast Railway von Miami nach Key West. Er führt in die Innenstadt von Miami (Downtown Miami) und folgt der Küstenlinie nach Norden bis Jacksonville. Von dort aus verlagert sich die Route weiter ins Landesinnere und überschreitet die Grenze nach Georgia.
In Florida wurden seit 1956 verschiedenfarbige Schilder für die unterschiedlichen Highways eingesetzt. Der US 1 erhielt rote. 1993 wurde beschlossen, nur noch die allgemein üblichen schwarz-weißen Schilder zu produzieren. Somit wurden die bunten Schilder durch die neuen ersetzt. Heute gibt es nur noch wenige rote Schilder entlang des Highways. Der US 1 zählt von Key West bis Jacksonville auch als Florida State Road 5 und weiter bis zur Grenze zu Georgia als Florida State Road 15. Der erste Abschnitt des Highways wird Overseas Highway genannt.

### Georgia
Die US 1 verläuft in Georgia sehr ländlich und durchquert überwiegend historische Plantagengebiete im Osten des Bundesstaates. Neben einem U.S. Army Stützpunkt passiert der Highway, in Georgia auch als Georgia State Route 4 bezeichnet, das Okefenokee National Wildlife Refuge, ein Naturschutzgebiet im Süden Georgias.
Die Strecke führt von Jacksonville (Florida) kommend nordwestlich nach Waycross, ab dort verläuft die Route weitgehend nach Norden. In Wrens schwenkt die Streckenführung nach Nordosten und führt nach Augusta, der zweitgrößten Stadt Georgias. Dort erfolgt dann mit dem Überqueren des Savannah Rivers der Übergang nach South Carolina.

### South Carolina
Der US Highway 1 erreicht South Carolina bei North Augusta an der Westgrenze des Staates und durchquert ihn in Nord-Süd-Richtung komplett. Die US Route verläuft im Süden größtenteils parallel zur Interstate 20, den sie mehrfach kreuzt. Auch gibt es Verbindungsstellen zu den Interstates 22 und 77.
Der Highway verläuft durch Columbia, der Hauptstadt South Carolinas, wo er über die Gervais Street Bridge führt und so den Congaree River überquert. In der Nähe der Stadt Camden trifft sich US-1 mit dem U.S. Highway 34, und beide Strecken haben einen überlappenden Verlauf, ehe sie sich wieder teilen und die US 1 den Beinamen Jefferson Davis Highway, benannt nach dem Anführer der Konföderierten Jefferson Davis, erhält.

### North Carolina
Südwestlich von Rockingham überquert US 1 die Grenze nach North Carolina und führt nordöstlich nach Raleigh. Die Route führt durch die Stadt und trifft bei Henderson auf die Interstate 85, die mehrfach gekreuzt wird. Vier Meilen südlich des Roanoke Rivers erfolgt der Übertritt nach Virginia.

### Virginia
Der Highway verläuft weiterhin entlang des Interstate 85 bis Petersburg, bis dieser in den Interstate 95 übergeht, und durchquert dabei die Stadt Richmond. Die Route führt nordwärts und gelangt in das Tal des Potomac Rivers. Nach Durchqueren von Alexandria mündet der Highway dann im Stadtgebiet von Arlington in den Interstate 395. Der Potomac River wird ein weiteres Mal überquert und schließlich erreicht der Interstate das District of Columbia.

### District of Columbia und Maryland
Direkt nach der Brücke über den Potomac River trennen sich Interstate 395 und US 1 wieder. US 1 führt durch das Zentrum von Washington, D.C. Die Route durchquert die National Mall und trifft am National Museum of American History auf den U.S. Highway 50. Gemeinsam mit diesem verläuft er entlang der National Mall als Constitution Avenue. Vorbei am National Museum of Natural History teilt sich der Highway auf zwei Routen, wobei die südliche am Kapitol vorbeiführt. Beide Teilstrecken führen nach Maryland, in Hyattsville vereinen sie sich wieder. Die Route führt durch Laurel und gelangt in die größte Stadt des Bundesstaats, Baltimore. Sie läuft durch das Zentrum der Stadt und verlässt diese in nordöstlicher Richtung wieder. Nach Überqueren des Susquehanna Rivers verlässt der Highway Maryland und gelangt nach Pennsylvania.

### Pennsylvania
Der Highway verläuft weiter nach Nordosten und gelangt nach Philadelphia. Er verläuft nordwestlich des Stadtzentrums und verlässt nördlich der Stadt wieder diesen Bundesstaat und gelangt damit nach New Jersey.

### New Jersey
Am Delaware River erfolgt der Übergang des Highways nach New Jersey und gelangt in die Stadt Trenton. Von Südosten her kommend mündet U.S. Highway 9 ein und verläuft gemeinsam mit US 1 auf den kommenden 31 Meilen. Die Route verläuft parallel zum Interstate 95 nach Newark und erschließt den Flughafen der Stadt. Damit befindet sich der Highway im Großraum der Stadt New York. Nördlich von Newark trifft die Route auf Interstate 95 und mündet in diesen ein. Über die mautpflichtige George Washington Bridge gelangt man über den Hudson River in die Stadt und den Bundesstaat New York.

### New York

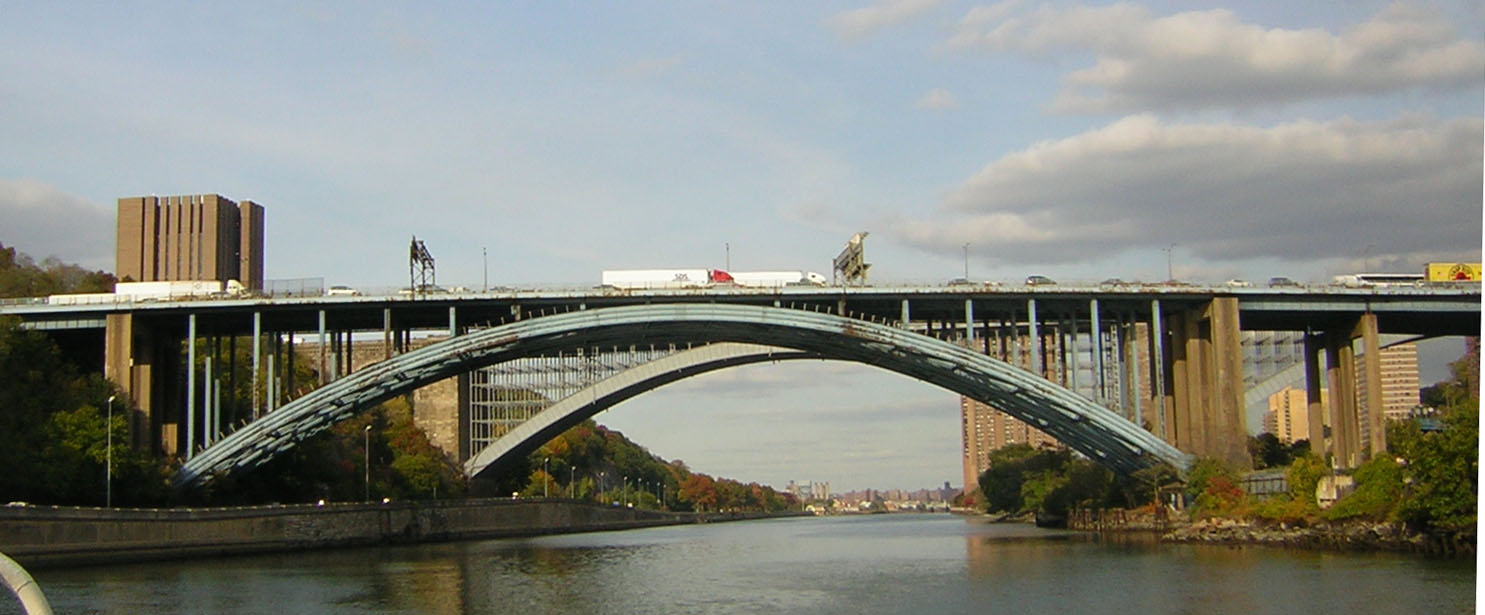
Die Alexander-Hamilton-Brücke über den Harlem River

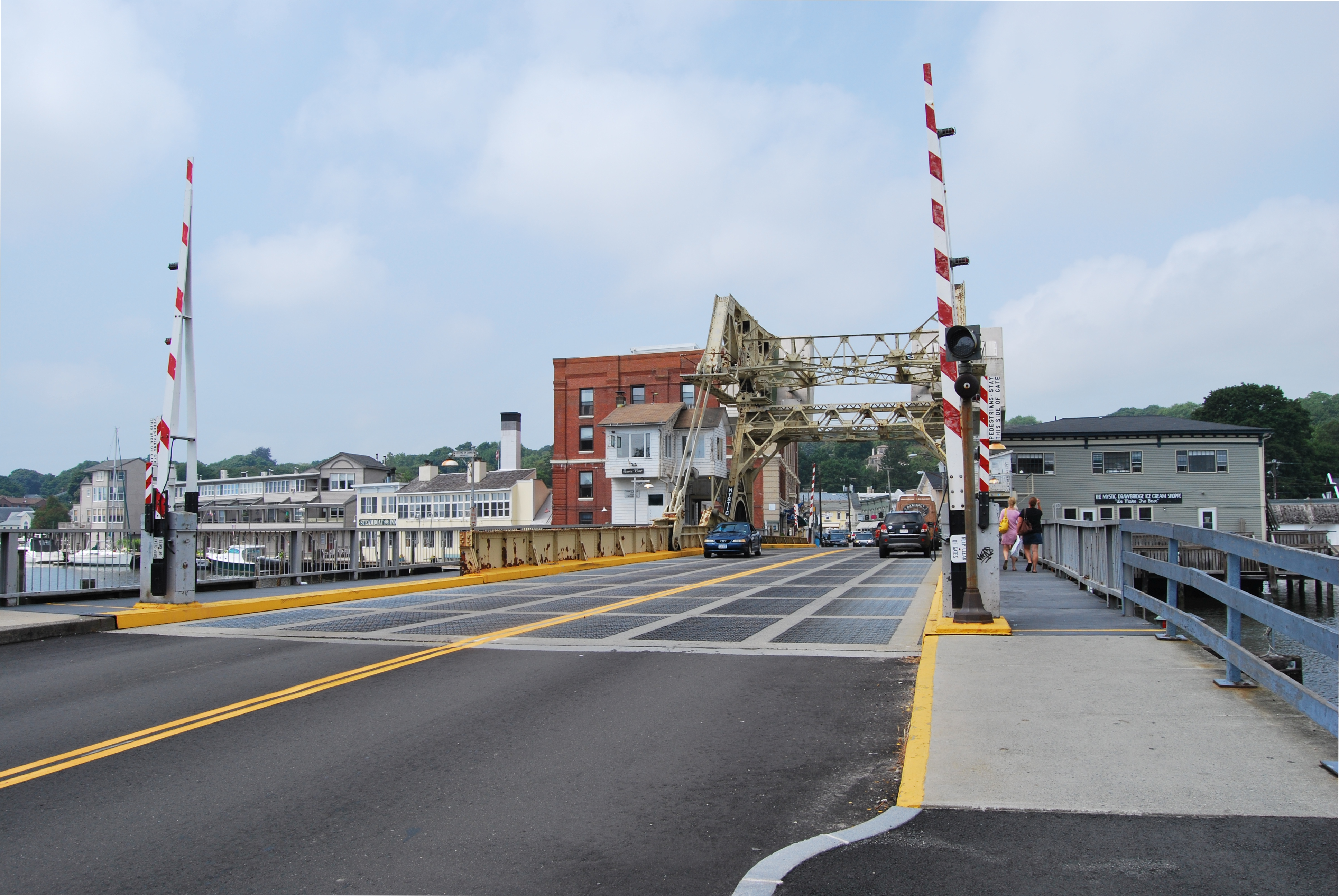
Klappbrücke über den Mystic River

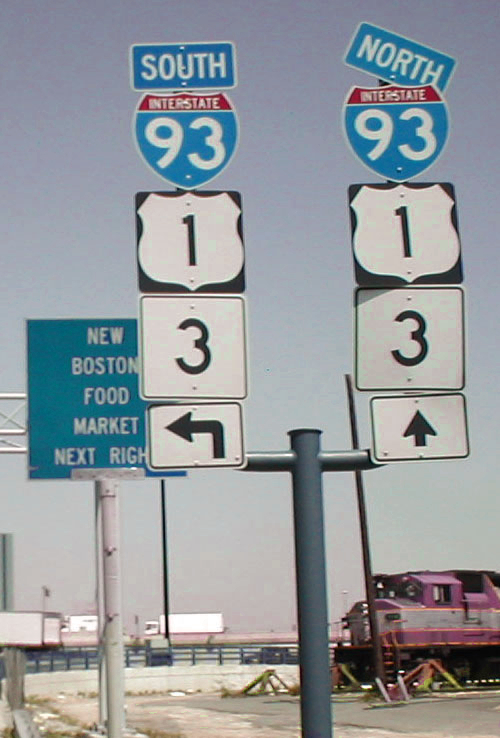
Straßenschilder in Massachusetts

Der Highway führt durch Manhattan und den Stadtteil Bronx. Im Anschluss an die George-Washington-Brücke zweigt US 9 wieder ab. I-95 und US 1 verlaufen in einem Tunnel unter u. a. dem Broadway durch, zurück an der Oberfläche wird der Harlem River überquert. An der Webster Ave zweigt US 1 wieder vom I-95 ab und führt nach Nordosten. Er führt an die Küste nach Port Chester, um dann nach Connecticut zu gelangen.

### Connecticut
Durch den gesamten Bundesstaat verläuft US 1 entlang des I-95 und quert diesen mehrfach. Der Verlauf bewegt sich entlang des Küstenverlaufs, an der Mündung des Connecticut Rivers trifft der Highway auf I-95 und führt gemeinsam mit diesem über den Fluss. Bei Westerly erfolgt dann der Übertritt nach Rhode Island.

### Rhode Island
In Rhode Island verläuft die Strecke weiterhin parallel zum Küstenverlauf. Sie führt in die Hauptstadt des Bundesstaats, nach Providence, und durchquert diese. Nördlich von Pawtucket, einer Stadt im Norden von Providence, gelangt der Highway an die Grenze zum Bundesstaat Massachusetts.

### Massachusetts
Die Route verläuft nach Nordosten, verlässt die Atlantikküste und stößt auf die Ringautobahn um Boston (Interstate 93), mit der sie gemeinsam als Umfahrung der Metropolregion Greater Boston bis Quincy verläuft. Die gemeinsame Route schwenkt dort nach Norden und führt in das Zentrum von Boston hinein. Die I-93 endet an der Kreuzung zur I-90, während die US 1 weiter durch einen Tunnel durch das Zentrum der Stadt und nach Norden hin wieder aus der Stadt herausführt. Nördlich von Amesbury erreicht der Highway schließlich die Grenze nach New Hampshire.

### New Hampshire
Die Strecke durch New Hampshire ist wieder ein kürzerer Streckenabschnitt. Auch hier führt die Strecke weitgehend entlang der Küste. Im Nordosten des Bundesstaats führt US 1 durch Portsmouth. Die Route wird hier unterbrochen, da die Memorial Bridge 2011 für den Autoverkehr geschlossen wurde und durch einen Neubau ab 2013 ersetzt werden soll. Daher wird derzeit der Bundesstaat Maine nur durch eine Umleitung erreicht.

### Maine
Während in Maine die I-95 eher im Inland verläuft und auf wichtigen Abschnitten mautpflichtig ist (Maine Turnpike), ist die US 1 nicht nur mautfrei, sondern verläuft deutlich näher zur touristisch interessanten Küste und verbindet die vielen Buchten miteinander, ohne jedoch den genauen Küstenverlauf entlang den zahlreichen Halbinseln zu verfolgen. Bei Calais, wo die US-kanadische Grenze die Küste erreicht, biegt die US 1 nach Norden und läuft entlang der Grenze mit New Brunswick bis nach Fort Kent.

## Zubringer und Umgehungen
- U.S. Highway 201 zwischen Brunswick und dem Sandy Bay Township
- U.S. Highway 301 zwischen Sarasota und Glasgow
- U.S. Highway 401 zwischen Wise und Sumter
- U.S. Highway 501 zwischen Myrtle Beach und Buena Vista
- U.S. Highway 601 zwischen Tarboro und Mount Airy
- U.S. Highway 701 zwischen Georgetown und Four Oaks